# Джулай Віктор Васильович
Віктор Васильович Джула́й (26 січня 1958, Хабаровськ — 6 січня 2009, Київ) — український мистецтвознавець і педагог; член Національної спілки художників України з 2002 року.

## Життєпис
Народився 26 січня 1958 року в місті Хабаровську (нині Російська Федерація). 1981 року закінчив Київський художній інститут, був студентом Юрія Белічка.
Працював у Київському художньому інституті/Національній академії образотворчого мистецтва і архітектури. З 1994 року обіймав посаду декана факультету теорії та історії мистецтва; з 1995 року — доцент. Викладав курси з історії первісного суспільства, мистецтва Стародавнього Сходу, античного мистецтва. Серед учнів Гордова Тамара Федорівна, Дорошенко Олександр Миколайович, Журавель Оксана Михайлівна, Зайченко-Свєчникова Олена Георгіївна, Надєждін Андрій Михайлович, Полтавська Юлія Віталіївна.
Помер у Києві 6 січня 2009 року.

## Наукова діяльність
Автор статей
- «Мета юності — справа життя» // «Українська академія мистецтв: Дослідницькі та науково-методичні праці» (2002, випуск 9);
- «Митець і педагог Віталій Шостя» // «Мистецькі обрії, 2001—2002: Альманах» (2003).

Уклав каталоги
- «Треті сади. Живопис і графіка Ю. Пшеничного, В. Іванова-Ахметова, М. Перевальської» (2002);
- Анатолія Зорка (2005);
- Тетяни Красної (2006).

Автор статті в Енциклопедії сучасної України про художника Сергія Зорука.